# شهرک شیاسی
شهرک شیاسی، روستایی از توابع بخش میانکوه شهرستان اردل در استان چهارمحال و بختیاری ایران است.

## جمعیت
این روستا در دهستان میانکوه قرار دارد و براساس سرشماری مرکز آمار ایران در سال 1390، جمعیت آن 987 نفر (165خانوار) بوده‌است.